# Церковь Санта Лусия (Виана-ду-Каштелу)
Церковь Санта Лусия, посвящённая Пресвятому сердцу Иисуса Христа, расположена на одноимённом холме в городе Виана-ду-Каштелу, область Минью-Лима, Португалия. Церковь построена на месте небольшой средневековой часовни, известной как место паломничества людей, страдающих заболеваниями глаз.  Строительство храма продолжалось с 1904 по 1959 год.
Проект Мигеля Вентуры Терра в эклектичном стиле сочетает черты неоромантизма, неоготики и византийской архитектуры. Церковь имеет в плане форму греческого креста, облицована гранитом. Розы на фасадах церкви являются самыми большими на Пиренейском полуострове, витражи для них выполнены в Лиссабоне, в мастерской Рикардо Леоне. Принято считать, что архитектор был вдохновлён формами базилики Сакре-Кёр в Париже, однако не все поддерживают эту версию, указывая, что в 1899 году, когда Мигель Вентура Терра создал проект храма, базилика не была ещё достроена и не обрела современный вид.
К подножию церкви на высоту 195 метров над уровнем моря ведёт линия фуникулёра, построенного в 1923 году. Туристы могут подняться на лифте на смотровую площадку под самым куполом церкви. С площадки открывается панорама на долину реки Лима, горы и Атлантический океан. В 1927 году журнал National Geographic  назвал этот вид третьим по красоте в мире.